# Big East Conference
Die Big East Conference  ist eine aus 11 Universitäten bestehende Liga in den Vereinigten Staaten für diverse Sportarten, die in der NCAA Division I spielen.

## Geschichte
Die Big East Conference entstand ursprünglich im Jahr 1979 und hatte ihren Sitz in Providence. Über die Jahre kam es zum Streit über die Teilnahme im American Football. Während ein Teil der Hochschulen den Sport nicht sonderlich unterstützte, wurden die Mannschaften der Hochschulen, die den Sport aktiv betrieben, in dieser Sportart immer erfolgreicher und konnten lukrative Fernseh- und Werbeverträge abschließen. Solche Verträge waren neben American Football insbesondere im Basketball gefragt. Schließlich wurde es bei Verhandlungen über solche Verträge hinderlich, dass die Sportarten bei Hochschulen der Big East organisatorisch voneinander getrennt betrieben wurden, weshalb sich schließlich ein Nukleus von sieben als Catholic Seven bezeichnete Hochschulen abspalteten, aber den Namen Big East für ihre neue Conference mit Sitz in New York City mitnahmen. Die verbliebenen Hochschulen, die im Unterschied zu den ausgeschiedenen auch den American Football in der NCAA Division I betrieben, benannten sich um in American Athletic Conference, behielten aber die Organisation und Infrastruktur der alten Big East bei und sehen sich somit unmittelbar als Nachfolger der alten Big East.

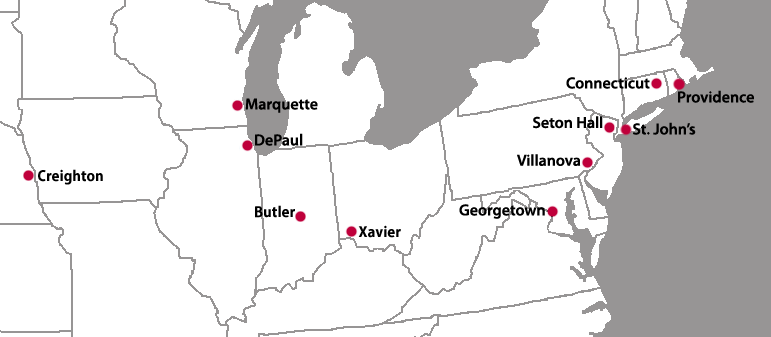
Standorte der neuen Big East Conference

Den Catholic Seven schlossen sich schließlich mit den Mannschaften der Xavier University of Cincinnati, Creighton University sowie der nicht-katholisch geprägten Butler University weitere Hochschulen an, die zuvor der alten Big East nicht angehörten. Insbesondere im Lacrosse und im Feldhockey kooperieren die Mannschaften der neuen Big East mit Hochschulmannschaften, die ansonsten nicht in der neuen Big East organisiert sind. Umgekehrt haben Butler sowie die Georgetown University und die Villanova University Football-Mannschaften, die jedoch am Spielbetrieb anderer Conferences teilnehmen.
Die Big East gewann sein erstes neues Mitglied seit seiner Gründung mit der Ankunft der University of Connecticut (UConn) im Juli 2020.
In der alten Big East gehörten die Basketballmannschaften zu den erfolgreichsten der Division I. 2011 konnten sich elf der damals 16 Mannschaften für das 68 Teilnehmer starke NCAA-Division-I-Basketball-Championship-Turnier qualifizieren.

## Mitglieder
| Universität                       | Ort               | Teamname      | gegründet | beigetreten | von      | Trägerschaft | Studenten |
| --------------------------------- | ----------------- | ------------- | --------- | ----------- | -------- | ------------ | --------- |
| Butler University                 | Indianapolis (IN) | Bulldogs      | 1855      | 2013        | A-10     | privat       | 4.667     |
| Creighton University              | Omaha (NE)        | Bluejays      | 1878      | 2013        | MVC      | privat       | 7.730     |
| DePaul University                 | Chicago (IL)      | Blue Demons   | 1898      | 2005        | C-USA    | privat       | 25.398    |
| Georgetown University             | Washington, D.C.  | Hoyas         | 1789      | 1979        |          | privat       | 16.437    |
| Marquette University              | Milwaukee (WI)    | Golden Eagles | 1881      | 2005        | C-USA    | privat       | 11.599    |
| Providence College                | Providence (RI)   | Friars        | 1917      | 1979        |          | privat       | 4.585     |
| St. John’s University             | Queens (NYC)      | Red Storm     | 1870      | 1979        |          | privat       | 21.354    |
| Seton Hall University             | South Orange (NJ) | Pirates       | 1856      | 1979        |          | privat       | 9.745     |
| University of Connecticut (UConn) | Storrs (CT)       | Huskies       | 1881      | 2020        | American | staatlich    | 32.257    |
| Villanova University              | Villanova (PA)    | Wildcats      | 1842      | 1980        |          | privat       | 10.482    |
| Xavier University                 | Cincinnati (OH)   | Musketeers    | 1867      | 2013        | A-10     | privat       | 6.584     |

Weitere ehemalige Mitglieder der alten Big East Conference bis 2013, siehe American Athletic Conference.
- UConn war 1979 Gründungsmitglied der alten Big East Conference, wechselte jedoch 2013 zur American Athletic Conference.
- UConn war assoziiertes Mitglied in zwei Sportarten, bevor er im Juli 2020 Vollmitglied wurde. Frauenfeldhockey war Mitglied von 2013 bis 2020 und Frauen-Lacrosse war Mitglied von 2013 bis 2018.

### Assoziierte Mitglieder
| Universität             | Ort               | Teamname    | gegründet | Sportart                     | in Big East seit            | Main-Conference | Trägerschaft | Studenten |
| ----------------------- | ----------------- | ----------- | --------- | ---------------------------- | --------------------------- | --------------- | ------------ | --------- |
| University of Akron     | Akron (OH)        | Zips        | 1870      | Fußball (Männer)             | 2023                        | MAC             | staatlich    | 12.521    |
| University of Denver    | Denver (CO)       | Pioneers    | 1864      | Lacrosse (Männer und Frauen) | 2013 (Männer) 2016 (Frauen) | Summit League   | privat       | 11.476    |
| Liberty University      | Lynchburg (VA)    | Lady Flames | 1971      | Feldhockey (Frauen)          | 2016                        | C-USA           | privat       | 16.000    |
| Old Dominion University | Norfolk (VA)      | Monarchs    | 1930      | Feldhockey (Frauen)          | 2013                        | Sun Belt        | staatlich    | 24.126    |
| Quinnipiac University   | Hamden (CT)       | Bobcats     | 1929      | Feldhockey (Frauen)          | 2016                        | MAAC            | privat       | 9.000     |
| Temple University       | Philadelphia (PA) | Owls        | 1884      | Feldhockey (Frauen)          | 2013                        | American        | staatlich    | 38.648    |

## Spielstätten der Mitglieder
| Universität | Basketballarena (Männer)                          | Kapazität     | Basketballarena (Frauen)                        | Kapazität     |
| ----------- | ------------------------------------------------- | ------------- | ----------------------------------------------- | ------------- |
| Butler*     | Hinkle Fieldhouse                                 | 9.100         | Hinkle Fieldhouse                               | 9.100         |
| Creighton   | CHI Health Center Omaha                           | 18.320        | D. J. Sokol Arena                               | 2.950         |
| DePaul      | Wintrust Arena                                    | 10.387        | Wintrust Arena McGrath–Phillips Arena           | 10.387 3.000  |
| Georgetown* | Capital One Arena                                 | 20.035        | McDonough Gymnasium                             | 2.500         |
| Marquette   | Fiserv Forum                                      | 17.500        | Al McGuire Center                               | 4.000         |
| Providence  | Amica Mutual Pavilion                             | 12.400        | Alumni Hall                                     | 1,854         |
| St. John’s  | Madison Square Garden (manchmal) Carnesecca Arena | 19.979 5.602  | Carnesecca Arena                                | 5.602         |
| Seton Hall  | Prudential Center                                 | 18.711        | Walsh Gymnasium                                 | 1.316         |
| UConn*      | Gampel Pavilion XL Center                         | 10.167 15.564 | Gampel Pavilion XL Center                       | 10.167 15.564 |
| Villanova*  | Wells Fargo Center (manchmal) Finneran Pavilion   | 20.328 6.500  | Wells Fargo Center Finneran Pavilion (manchmal) | 20.328 6.500  |
| Xavier      | Cintas Center                                     | 10.250        | Cintas Center                                   | 10.250        |

* Die Football-Teams dieser Universitäten spielen nicht in der Big East Conference.